# Cleonymia choenorrhini
Cleonymia choenorrhini là một loài bướm đêm trong họ Noctuidae.